# Lucerne Valley
Lucerne Valley es un lugar designado por el censo (en inglés, census-designated place, CDP) ubicado en el condado de San Bernardino, California, Estados Unidos. Según el censo de 2020, tiene una población de 5331 habitantes.

## Geografía
La localidad está ubicada en las coordenadas 34°26′34″N 116°54′8″O / 34.44278, -116.90222 (34.442719, -116.902093).
En el lugar se grabó el video de A Year Without Rain, canción de Selena Gomez.